# Далгач
Село Далгач (буг. Дългач) се налази у општини Трговиште у Бугарској. Према подацима од 21. јула 2005. године има 521 становника.